# Товарищи под знаком Эдельвейса
«Товарищи под знаком Эдельвейса» (нем. Kameraden unterm Edelweiß) — чёрно-белый документальный фильм Вольфганга Гортера, немецкого военного кинооператора из 1-й горнострелковой дивизии, участника восхождения на Эльбрус 21 августа 1942 года.

## Сюжет
Фильм рассказывает о дивизии немецких горных стрелков 1-й горнопехотной дивизии, которая, начав вторжение в СССР вместе с регулярными войсками, имела особую задачу — покорение высокогорного Кавказа и восхождение на высочайшую точку Европы — Эльбрус.

## Создание
Лента не вышла на экраны Германии в годы войны по причине «утраты политической необходимости». К 1943 году немецкая армия уже потерпела ряд крупных поражений на фронтах и значительно растеряла военную инициативу. Фильм был смонтирован и озвучен значительно позднее, представив собой уникальный документальный репортаж о германских и австрийских горных стрелках.
Вольфганг Гортер умер в 1989 году. Он закончил свой фильм в качестве уже переозвученного материала   примерно в середине 80-х (об этом можно судить поскольку в фильме Гортер, выступающий также в роли рассказчика, в какой-то момент говорит: «Сорок пять лет назад это было великое техническое достижение»).

## Наши дни
В 2011 году  «Товарищи под знаком Эдельвейса» были представлены в рамках Международного фестиваля альпинистского кино в Банско.
В настоящее время оригинальные плёнки, предоставленные Карлом Хеффкесом, хранятся в Мемориальном музее Холокоста США.